# Metamorphosen
Metamorphosen (en castellano Metamorfosis) es una composición para veintitrés instrumentos solistas de cuerda (diez violines, cinco violas, cinco violonchelos y tres contrabajos) del compositor alemán Richard Strauss (1864-1949). 
La obra fue escrita hacia el final de la Segunda Guerra Mundial. Surgió ante la profunda impresión que recibió Strauss al saber que el Teatro Nacional de Múnich, su ciudad natal, había sido destruido durante un bombardeo. Strauss exclamó: «¡El mundo es muy cruel. Me han aniquilado!».
La obra se estrenó en enero de 1946, tocada por la orquesta del Collegium Musicum de Zúrich, dirigida por Paul Sacher. Richard Strauss asistió a este concierto.
La composición utiliza como motivo principal un pasaje característico de la Marcha fúnebre de la Sinfonía Heroica de Beethoven. Al final de Metamorphosen, en el compás 502, el compositor cita textualmente el tema principal de la Marcha fúnebre en las cuerdas bajas y puede leerse la acotación «In Memoriam!».
- Datos: Q616412